# Kazachstan op de Olympische Zomerspelen 1996
Kazachstan nam deel aan de Olympische Zomerspelen 1996 in Atlanta, Verenigde Staten. Het was de eerste maal dat het land deelnam aan de Olympische Zomerspelen als zelfstandige natie.

## Medailleoverzicht
| Sport            | Olympiër            | Onderdeel                  | Medaille |
| ---------------- | ------------------- | -------------------------- | -------- |
| Boksen           | Vasili Zjirov       | -81kg (m)                  | Goud     |
| Moderne vijfkamp | Aleksandr Parygin   | mannen                     | Goud     |
| Worstelen        | Joeri Melnitsjenko  | -57kg Grieks-Romeins (m)   | Goud     |
| Boksen           | Boelat Dzjoemadilov | -51kg (m)                  | Zilver   |
| Gewichtheffen    | Anatoli Khrapaty    | -99kg (m)                  | Zilver   |
| Schietsport      | Sergej Beljajev     | 50m geweer 3 houdingen (m) | Zilver   |
| Schietsport      | Sergej Beljajev     | 50m geweer liggend (m)     | Zilver   |
| Boksen           | Bolat Nijazimbetov  | -63,5kg (m)                | Brons    |
| Boksen           | Jermachan Ibraimov  | -71kg (m)                  | Brons    |
| Schietsport      | Vladimir Vokhmianin | 25m snelvuurpistool (m)    | Brons    |
| Worstelen        | Maoelen Mamirov     | -52kg vrije stijl (m)      | Brons    |

## Deelnemers en resultaten
(m) = mannen, (v) = vrouwen

### Atletiek
| Olympiër             | Discipline               | Resultaat | Prestatie |
| -------------------- | ------------------------ | --------- | --- |
| Vitali Medvedev      | 100m (m)                 | 90e       | serie 5: 7de in 10,90 |
| Vitali Savin         | 100m (m)                 | 56e       | serie 10: 5de in 10,52 |
| Valeri Borisov       | 20km snelwandelen (m)    | 18e       | 1:23.52 |
| Sergej Korepanov     | 50km snelwandelen (m)    | 8e        | 3:48.42 |
| Sergej Arzamasov     | hink-stap-springen (m)   | 36e       | kwalificatie groep A: 17de met 15,91m |
| Igor Potapovitsj     | polsstokhoogspringen (m) | 4e        | kwalificatie groep A: 5de met 5,70m finale: 4de met 5,86m |
| Sergej Roebtsov      | kogelstoten (m)          | DNF       | kwalificatie: geen geldige poging |
|                      |                          |           | |
| Natalja Vorobjova    | 100m (v)                 | 53e       | serie 1: 5de in 11,91 |
| Svetlana Bodritskaja | 400m (v)                 | 38e       | serie 6: 5de in 53,24 |
| Irina Mikitenko      | 5000m (v)                | 33e       | serie 3: 11de in 15.57,67 |
| Natalja Torsjina     | 400m horden (v)          | 17e       | serie 2: 5de in 55,94 |
| Maja Sazonova        | 10km snelwandelen (v)    | 35e       | 47.33 |
| Svetlana Tolstaja    | 10km snelwandelen (v)    | 21e       | 45.35 |
| Jelena Persjina      | verspringen (v)          | 15e       | kwalificatie groep A: 11de met 6,50m |
| Jelena Kosjtsjejeva  | verspringen (v)          | 35e       | kwalificatie groep B: 17de met 5,55m |
| Svetlana Zalevskaja  | hoogspringen (v)         | 14e       | kwalificatie groep A: 1ste met 1,93m finale: 14de met 1,93m |
| Jelena Baltabajeva   | kogelstoten (v)          | 22e       | kwalificatie groep A: 11de met 16,40m |
| Svetlana Kazanina    | zevenkamp (v)            | 18e       | 6002 punten 0883 punten, 100 m horden (14,69) 1054 punten, hoogspringen (1,86 m) 0694 punten, kogelstoten (12,50 m) 0873 punten, 200 m (25,15) 0843 punten, verspringen (5,98) 0740 punten, speerwerpen (43,80 m) 0915 punten, 800 m (2.13,42) |

### Boksen
| Olympiër            | Discipline  | Resultaat | Prestatie |
| ------------------- | ----------- | --------- | --- |
| Boelat Dzjoemadilov | -51kg (m)   | Zilver    | 1ste ronde: W van ISL Neyman: 18-7 2de ronde: W van UKR Kovganko: 21-4 kwartfinale: W van IRL Kelly: 13-6 halve finale: W van GER Lunka: 23-18 finale: V van CUB Romero: 11-12  |
| Bektas Aboebakirov  | -54kg (m)   | 17e       | 1ste ronde: V van FRA Bouaita: 4-10 |
| Bachtijar Tileganov | -57kg (m)   | 17e       | 1ste ronde: V van USA Mayweather: 0-57 |
| Bolat Niazymbetov   | -63,5kg (m) | Brons     | 1ste ronde: W van MEX Martínez: 25-3 2de ronde: W van ZAM Mwale: 11-3 kwartfinale: W van IRI Moghimi: 13-8 halve finale: V van CUB Vinent: 6-23                                 |
| Noerzjan Smanov     | -67kg (m)   | 5e        | 1ste ronde: W van AUS Hosking: 42-1 2de ronde: W van PAK Rasheed: 13-9 kwartfinale: V van CUB Hernández: 8-16                                                                   |
| Jermachan Ibraimov  | -71kg (m)   | Brons     | 1ste ronde: W van CAN Farrell: 15-4 2de ronde: W van IND Mangunsong: 14-2 kwartfinale: W van GER Beyer: 19-9 halve finale: V van CUB Duvergel: 19-28                            |
| Vasili Zjirov       | -81kg (m)   | Goud      | 1ste ronde: W van MEX González: 10-2 2de ronde: W van ITA Aurino: 18-13 kwartfinale: W van CAN Amos-Ross: 14-8 halve finale: W van USA Tarver: 15-9 finale: W van KOR Lee: 17-4 |
| Michail Joertsjenko | +91kg (m)   | 9e        | 1ste ronde: vrij 2de ronde: V van RUS Lezin: 2-42 |

### Boogschieten
| Olympiër                                    | Discipline      | Resultaat | Prestatie |
| ------------------------------------------- | --------------- | --------- | --- |
| Sergei Martynov                             | individueel (m) | 43e       | plaatsingsronde: 56ste met 632 punten 1ste ronde: V van USA Huish: 157-165                                             |
| Vitali Shin                                 | individueel (m) | 33e       | plaatsingsronde: 59ste met 626 punten 1ste ronde: V van RUS Tsirempilov: 163-164                                       |
| Vadim Tsjikarev                             | individueel (m) | 30e       | plaatsingsronde: 4de met 677 punten 1ste ronde: W van TUR Küçükkayalar: 166-144 2de ronde: V van MEX Anchondo: 154-156 |
| Vadim Tsjikarev Sergei Martynov Vitali Shin | team (m)        | 13e       | plaatsingsronde: 12de met 1935 punten 1ste ronde: V van Zweden: 239-247                                                |
|                                             |                 |           | |
| Irina Leonova                               | individueel (v) | 52e       | plaatsingsronde: 34ste met 635 punten 1ste ronde: V van NOR Hess: 148-154                                              |
| Anna Mosjar                                 | individueel (v) | 37e       | plaatsingsronde: 10de met 653 punten 1ste ronde: V van IND Lantang: 153-155                                            |
| Jana Toenijantse                            | individueel (v) | 58e       | plaatsingsronde: 46ste met 621 punten 1ste ronde: V van TPE Lin: 140-159                                               |
| Irina Leonova Anna Mosjar Jana Toenijantse  | team (v)        | 8e        | plaatsingsronde: 7de met 1909 punten 1ste ronde: W van Verenigde Staten: 235-226 kwartfinale: V van Turkije: 226-247   |

### Gewichtheffen
| Olympiër             | Discipline | Resultaat | Prestatie                                                         |
| -------------------- | ---------- | --------- | ----------------------------------------------------------------- |
| Oleg Em              | -64kg (m)  | 23e       | trekken: 14de met 130kg stoten: 27ste met 150kg totaal: 280kg     |
| Aleksandr Ochramenko | -64kg (m)  | 16e       | trekken: 18de met 127,5 kg stoten: 12de met 160kg totaal: 287,5kg |
| Risjat Mansoerov     | -83kg (m)  | 10e       | trekken: 11de met 155kg stoten: 10de met 182,5kg totaal: 337,5kg  |
| Koeanisj Rymkoelov   | -83kg (m)  | DNF       | trekken: geen geldige poging                                      |
| Andrej Makarov       | -91kg (m)  | 18e       | trekken: 12de met 165kg stoten: 17de met 190kg totaal: 355kg      |
| Anatolij Chrapatoej  | -99kg (m)  | Zilver    | trekken: 1ste met 187,5kg stoten: 2de met 222,5kg totaal: 410kg   |
| Sergej Kopytov       | -99kg (m)  | DNF       | trekken: 11de met 170kg stoten: geen geldige poging               |

### Gymnastiek
| Olympiër            | Discipline               | Resultaat | Prestatie |
| ------------------- | ------------------------ | --------- | --- |
| Alexei Dimitrienko  | individuele meerkamp (m) | 43e       | kwalificatie: 43ste met 110,650 punten 18.475 op vloer (68e) 18.200 op paard voltige (71e) 18.300 op ringen (76e) 18.225 op sprong (87e) 18.575 op brug (50e) 18.875 op rekstok (45e) |
| Sergei Fedortsjenko | individuele meerkamp (m) | 46e       | kwalificatie: 46ste met 110,475 punten 19.050 op vloer (29e) 18.450 op paard voltige (64e) 18.350 op ringen (73e) 19.250 op sprong (12e) 18.350 op brug (68e) 17.025 op rekstok (92e) |
|                     |                          |           | |
| Olga Kozevnikova    | individuele meerkamp (v) | 56e       | kwalificatie: 56ste met 73,498 punten 17.599 op balk (74e) 18.462 op brug ongelijk (70e) 18.712 op sprong (62e) 18.725 op vloer (61e)                                                 |

### Judo
| Olympiër             | Discipline | Resultaat | Prestatie |
| -------------------- | ---------- | --------- | --- |
| Sergei Achirov       | -65kg (m)  | 21e       | 1ste ronde: vrij 2de ronde: V van USA Fuentes: shido                                                                                     |
| Achat Achirov        | -71kg (m)  | 21e       | 1ste ronde: vrij 2de ronde: V van MDA Golban: ippon                                                                                      |
| Roeslan Seilchanov   | -78kg (m)  | 21e       | 1ste ronde: vrij 2de ronde: V van MON Vatrican: waza-ari                                                                                 |
| Sergej Alimzjanov    | -86kg (m)  | 13e       | 1ste ronde: vrij 2de ronde: V van GER Spittka: ippon herkansingen: V van BRA Zanol: yuko                                                 |
| Sergej Sjakimov      | -95kg (m)  | 13e       | 1ste ronde: vrij 2de ronde: W van FIJ Qerewaqa: waza-ari 3de ronde: V van BRA Miguel: hansoku-make herkansingen: V van ARG Bender: ippon |
| Igor Pesjkov         | +95kg (m)  | 17e       | 1ste ronde: vrij 2de ronde: W van TUN Agrebi: waza-ari 3de ronde: V van HUN Csősz: waza-ari                                              |
|                      |            |           | |
| Valentina Kamsoeleva | -61kg (v)  | 16e       | 1ste ronde: vrij 2de ronde: V van ISR Arad: ippon                                                                                        |
| Jevgenija Bogoenova  | -72kg (v)  | 19e       | 1ste ronde: V van ESP Curto: yuko |

### Kanovaren
| Olympiër                                                           | Discipline    | Resultaat | Prestatie                                                                               |
| ------------------------------------------------------------------ | ------------- | --------- | --------------------------------------------------------------------------------------- |
| Konstantin Negodjajev                                              | C-1 500m (m)  | 7e        | serie 1: 6de in 1.55,859 halve finale 1: 2de in 1.52,421 finale: 7de in 1.53,158        |
| Konstantin Negodjajev                                              | C-1 1000m (m) | 15e       | serie 1: 8ste in 4.40,842 halve finale 1: 5de in 4.26,261                               |
| Kajsar Noermaganbetov Sergej Sergejev                              | C-2 500m (m)  | 16e       | serie 3: 5de in 1.49,252 herkansingen: 5de in 1.51,533 halve finale 2: 8ste in 1.45,998 |
| Kajsar Noermaganbetov Sergej Sergejev                              | C-2 1000m (m) | 12e       | serie 2: 5de in 4.10,399 halve finale 2: 4de in 3.51,360                                |
| Jevgeni Jegorov                                                    | K-1 500m (m)  | 22e       | serie 1: 6de in 1.47,823 herkansingen: 6de in 1.47,035                                  |
| Andrej Safarjan                                                    | K-1 1000m (m) | 22e       | serie 1: 6de in 4.00,599 herkansingen: 6de in 4.10,633                                  |
| Dmitri Torlopov Ilfat Gatjatoellin                                 | K-2 500m (m)  | 19e       | serie 2: 8ste in 1.37,833 herkansingen: 6de in 1.40,215                                 |
| Jevgeni Jegorov Sergej Skrypnik                                    | K-2 1000m (m) | 20e       | serie 1: 3.50,394 (7e) herkansing 1: 3.40,040 (5e)                                      |
| Dmitri Torlopov Andrej Safarjan Sergej Skrypnik Ilfat Gatjatoellin | K-4 1000m (m) | 14e       | serie 2: 5de in 3.15,493 halve finale 2: 5de in 3.06,850                                |

### Moderne vijfkamp
| Olympiër          | Discipline | Resultaat | Prestatie |
| ----------------- | ---------- | --------- | --- |
| Aleksandr Parygin | mannen     | Goud      | 5551 punten 1072 met schieten (178 punten, 11e) 0970 met schermen (21-10; 2e) 1196 met zwemmen (3.29,86; 27e) 1040 met paardrijden (60 strafpunten; 8e) 1273 met hardlopen (12.44,367; 6e) |
| Dmitri Tjoerin    | mannen     | 31e       | 3878 punten 1048 met schieten (176 punten, 18e) 0640 met schermen (10-21; 29e) 1232 met zwemmen (3.25,27; 22e) 00 met paardrijden (geëlimineerd; 32e) 0958 met hardlopen (14.29,160; 30e)  |

### Schermen
| Olympiër              | Discipline | Resultaat | Prestatie                                         |
| --------------------- | ---------- | --------- | ------------------------------------------------- |
| Vjatsjeslav Grigorjev | floret (m) | 17e       | 1ste ronde: vrij 2de ronde: V van FRA Omnès: 4-15 |

### Schietsport
| Olympiër            | Discipline                 | Resultaat | Prestatie                                                                           |
| ------------------- | -------------------------- | --------- | ----------------------------------------------------------------------------------- |
| Sergey Belyayev     | 10m luchtgeweer (m)        | 38e       | kwalificatie: 38ste met 577 punten                                                  |
| Sergey Belyayev     | 50m geweer 3 houdingen (m) | Zilver    | kwalificatie: 1ste met 1175 punten (399-382-394) (OR) finale: 2de met 1272,3 punten |
| Sergey Belyayev     | 50m geweer liggend (m)     | Zilver    | kwalificatie: 4de met 598 punten finale: 2de met 703,3 punten                       |
| Vladimir Vokhmyanin | 25m snelvuurpistool (m)    | Brons     | kwalificatie: 3de met 589 punten (293-296) finale: 3de met 691,5 punten             |
| Yury Rodnov         | 10m bewegend doel (m)      | 12e       | kwalificatie: 12de met 567 punten (290-277)                                         |
|                     |                            |           |                                                                                     |
| Galina Belyayeva    | 25m pistool (v)            | 30e       | kwalificatie: 30ste met 567 punten (286-281)                                        |
| Yuliya Bondareva    | 25m pistool (v)            | 9e        | kwalificatie: 9de met 578 punten (289-289)                                          |
| Galina Belyayeva    | 10m luchtpistool (v)       | 6e        | kwalificatie: 6de met 384 punten finale: 6de met 481,7 punten                       |
| Yuliya Bondareva    | 10m luchtpistool (v)       | 7e        | kwalificatie: 7de met 383 punten finale: 7de met 479,3 punten                       |

### Schoonspringen
| Olympiër           | Discipline    | Resultaat | Prestatie                                                                                            |
| ------------------ | ------------- | --------- | --- |
| Daniar Achmetbekov | 10m toren (m) | 17e       | voorronde: 16de met 346,62 punten halve finale: 17de met 505,20 punten                               |
| Samat Moeratov     | 10m toren (m) | 21e       | voorronde: 21ste met 335,43 punten                                                                   |
|                    |               |           | |
| Elena Ivanova      | 3m plank (v)  | 18e       | voorronde: 18de met 235,50 punten halve finale: 18de met 422,70 punten                               |
| Irina Vygoezova    | 3m plank (v)  | 10e       | voorronde: 7de met 276,45 punten halve finale: 10de met 479,31 punten finale: 10de met 475,92 punten |
| Natalja Tsjikina   | 10m toren (v) | 15e       | voorronde: 9de met 267,18 punten halve finale: 15de met 405,78 punten                                |
| Irina Vygoezova    | 10m toren (v) | 7e        | voorronde: 3de met 319,11 punten halve finale: 4de met 477,51 punten finale: 7de met 432,60 punten   |

### Wielersport
| Olympiër             | Discipline                    | Resultaat | Prestatie                      |
| Baan                 | Baan                          | Baan      | Baan                           |
| -------------------- | ----------------------------- | --------- | ------------------------------ |
| Vadim Kravchenko     | individuele achtervolging (m) | 14e       | kwalificatie: 14de in 4.37,212 |
| Sergey Lavrinenko    | puntenkoers (m)               | 10e       | 7 punten                       |
|                      |                               |           |                                |
| Alla Vasilenko       | puntenkoers (v)               | 12e       | 2 punten                       |
| Weg                  |                               |           |                                |
| Andrej Kivilev       | wegwedstrijd (m)              | 29e       | 4:56.44                        |
| Aleksandr Sjefer     | wegwedstrijd (m)              | 85e       | 4:56.50                        |
| Andrej Teterioek     | wegwedstrijd (m)              | 89e       | 4:56.51                        |
| Aleksandr Vinokoerov | wegwedstrijd (m)              | 53e       | 4:56.46                        |
|                      |                               |           |                                |
| Alla Vasilenko       | wegwedstrijd (v)              | DNF       | niet gefinisht                 |

### Worstelen
| Olympiër            | Discipline  | Resultaat   | Prestatie |
| Vrije stijl         | Vrije stijl | Vrije stijl | Vrije stijl |
| ------------------- | ----------- | ----------- | --- |
| Maulen Mamyrov      | -52kg (m)   | Brons       | 1ste ronde: W van CAN Woodcroft: 10-0 2de ronde: W van UKR Toguzov: 3-1 kwartfinale: vrij halve finale: V van BUL Yordanov: 3-7 herkansingen: W van TUR Topaktaş: 11-5 bronzen finale: W van RUS Mongush: 3-2                                                                      |
| Artur Fyodorov      | -57kg (m)   | 13e         | 1ste ronde: W van MDA Alidjanov: 10-8 2de ronde: V van UZB Zakhartdinov: 1-3 herkansingen: V van RUS Umakhanov: 2-5 |
| Magomed Kurugliyev  | -74kg (m)   | 19e         | 1ste ronde: V van MDA Peicov: 1-7 herkansingen: V van AZE Gadzhiev: 0-4 |
| Elmadi Zhabrailov   | -82kg (m)   | 6e          | 1ste ronde: W van AZE Ibragimov: 4-1 2de ronde: W van MDA Zhabrailov: 10-8 kwartfinale: W van USA Gutches: 2-1 halve finale: V van KOR Yang: 2-3 herkansingen: V van TUR Öztürk: walk-over 5-6de plek: V van RUS Ibragimov: walk-over                                              |
| Islam Bayramukov    | -90kg (m)   | 11e         | 1ste ronde: W van CAN Bianco: 5-2 2de ronde: V van IRI Khadem: 3-4 herkansingen: W van GER Balz: 3-0 herkansingen 2: V van USA Douglas: 0-3 |
| Igor Klimov         | -130kg (m)  | 19e         | 1ste ronde: V van RUS Shumlin: 1-4 herkansingen: V van CAN Borodow: 3-5 |
|                     |             |             | |
| Nurym Dyusenov      | -52kg (m)   | 10e         | 1ste ronde: W van LTU Vartanov: 4-1 2de ronde: V van BUL Anev: 6-9 herkansingen: W van BLR Akhmedov: 5-4 herkansingen 2: V van RUS Danielyan: 0-11 |
| Yury Melnichenko    | -57kg (m)   | Goud        | 1ste ronde: W van RUS Ignatenko: 11-0 2de ronde: W van ROU Sandu: 4-0 kwartfinale: W van UKR Khakymov: 8-1 halve finale: W van GER Yıldız: 3-0 finale: W van USA Hall: 4-1 |
| Bakhtiyar Bayseitov | -74kg (m)   | 10e         | 1ste ronde: V van CUB Azcuy: 1-9 herkansingen: W van MEX Hernández: 6-0 herkansingen 2: V van POL Tracz: 1-2 |
| Daulet Toerlykhanov | -82kg (m)   | 4e          | 1ste ronde: W van VEN Marcano: 10-0 2de ronde: V van TUR Yerlikaya: 0-7 herkansingen: W van FIN Karila: 7-3 herkansingen 2: W van KGZ Sanatbayev: 4-3 herkansingen 3: W van ARM Geghamyan: 3-1 herkansingen 4: W van ISR Tsitsiashvili: 4-0 bronzen finale: V van BLR Tsilent: 0-4 |
| Sergey Matviyenko   | -90kg (m)   | 10e         | 1ste ronde: W van FIN Koskela: 7-0 2de ronde: V van UKR Oliynyk: 1-4 herkansingen: V van BLR Sidorenko: 1-1 |

### Zwemmen
| Olympiër                                                           | Discipline            | Resultaat | Prestatie                                         |
| ------------------------------------------------------------------ | --------------------- | --------- | ------------------------------------------------- |
| Sergey Borisenko                                                   | 50m vrije slag (m)    | 26e       | serie 6: 3de in 23,29                             |
| Aleksey Yegorov                                                    | 100m vrije slag (m)   | 21e       | serie 5: 4de in 50,49                             |
| Aleksey Yegorov                                                    | 200m vrije slag (m)   | 22e       | serie 6: 8ste in 1.51,66                          |
| Sergey Ushkalov                                                    | 100m rugslag (m)      | 42e       | serie 2: 4de in 58,613                            |
| Aleksandr Savitski                                                 | 100m schoolslag (m)   | 38e       | serie 3: 8ste in 1.05,85                          |
| Andrey Gavrilov                                                    | 100m vlinderslag (m)  | 21e       | serie 5: 1ste in 54,56 (NR)                       |
| Aleksandr Savitski                                                 | 200m wisselslag (m)   | 31e       | serie 1: 2de in 2.08,78                           |
| Aleksey Yegorov Sergey Ushkalov Sergey Borisenko Aleksey Khovrin   | 4x100m vrije slag (m) | DSQ       | serie 1: gediskwalificeerd                        |
| Sergey Ushkalov Aleksandr Savitsky Andrey Gavrilov Aleksey Yegorov | 4x100m wisselslag (m) | 15e       | serie 1: 2de in 3.49,51                           |
|                                                                    |                       |           |                                                   |
| Jevgenia Jermakova                                                 | 50m vrije slag (v)    | 42e       | serie 2: 8ste in 59,12                            |
| Jevgenia Jermakova                                                 | 100m vrije slag (v)   | 13e       | serie 5: 5de in 25,97 (NR) finale B: 5de in 26,06 |

Afghanistan · Albanië · Algerije · Amerikaanse Maagdeneilanden · Amerikaans-Samoa · Andorra · Angola · Antigua‑Barbuda · Argentinië · Armenië · Aruba · Australië · Azerbeidzjan · Bahama's · Bahrein · Bangladesh · Barbados · België · Belize · Benin · Bermuda · Bhutan · Bolivia · Bosnië en Herzegovina · Botswana · Brazilië · Britse Maagdeneilanden · Brunei · Bulgarije · Burkina Faso · Burundi · Cambodja · Canada · Centraal-Afrikaanse Republiek · Chili · China · Chinees Taipei · Colombia · Comoren · Congo-Brazzaville · Cookeilanden · Costa Rica · Cuba · Cyprus · Denemarken · Djibouti · Dominica · Dominicaanse Republiek · Duitsland · Ecuador · Egypte · El Salvador · Equatoriaal-Guinea · Estland · Ethiopië · Fiji · Filipijnen · Finland · Frankrijk · Gabon · Gambia · Georgië · Ghana · Grenada · Griekenland · Groot-Brittannië · Guam · Guatemala · Guinee · Guinee-Bissau · Guyana · Haïti · Honduras · Hongarije · Hongkong · Ierland · IJsland · India · Indonesië · Irak · Iran · Israël · Italië · Ivoorkust · Jamaica · Japan · Jemen · Joegoslavië · Jordanië · Kaaimaneilanden · Kaapverdië · Kameroen · Kazachstan · Kenia · Kirgizië · Koeweit · Kroatië · Laos · Lesotho · Letland · Libanon · Liberia · Libië · Liechtenstein · Litouwen · Luxemburg ·  Macedonië · Madagaskar · Malawi · Malediven · Maleisië · Mali · Malta · Marokko · Mauritanië · Mauritius · Mexico · Moldavië · Monaco · Mongolië · Mozambique · Myanmar · Namibië · Nauru · Nederland · Nederlandse Antillen · Nepal · Nicaragua · Nieuw-Zeeland · Niger · Nigeria · Noord-Korea · Noorwegen · Oeganda · Oekraïne · Oezbekistan · Oman · Oostenrijk · Pakistan · Palestina · Panama · Papoea-Nieuw-Guinea · Paraguay · Peru · Polen · Portugal · Puerto Rico · Qatar · Roemenië · Rusland · Rwanda · Saint Kitts en Nevis · Saint Lucia · Saint Vincent en Grenadines · Salomonseilanden · Samoa · San Marino · Sao Tomé en Principe · Saoedi-Arabië · Senegal · Seychellen · Sierra Leone · Singapore · Slovenië · Slowakije · Soedan · Somalië · Spanje · Sri Lanka · Suriname · Swaziland · Syrië · Tadzjikistan · Tanzania · Thailand · Togo · Tonga · Trinidad en Tobago · Tsjaad · Tsjechië · Tunesië · Turkije · Turkmenistan · Uruguay · Vanuatu · Venezuela · Verenigde Arabische Emiraten · Verenigde Staten · Vietnam · Wit-Rusland · Zaïre · Zambia · Zimbabwe · Zuid-Afrika · Zuid-Korea · Zweden · Zwitserland